# Stazione di Preglia
La stazione di Preglia è una stazione ferroviaria della ferrovia Briga-Domodossola. Serve il centro abitato di Preglia, frazione del comune di Crevoladossola, nella provincia del Verbano-Cusio-Ossola.

## Servizi
La gestione dell'impianto è affidata a Rete Ferroviaria Italiana, controllata del gruppo Ferrovie dello Stato, che lo classifica ai fini commerciali in categoria bronze.